# Enicospilus janakus
Enicospilus janakus là một loài tò vò trong họ Ichneumonidae.